# Satoru Sakuma
Satoru Sakuma (佐久間 悟, Sakuma Satoru), né le 7 juillet 1963, est un footballeur et entraîneur japonais.

## Biographie
Sakuma commence sa carrière en 1986 avec le club du NTT Kanto (Omiya Ardija). En 1991, il met un terme à sa carrière de footballeur. En 1991, il commence une carrière d'entraîneur adjoint au NTT Kanto. Il est vice-champion de J2 League en 2004 avec cette équipe, obtenant par la même occasion la montée en J1 League. En août 2007, il est nommé entraîneur. En octobre 2008, il est transféré au Ventforet Kofu, club de J1 League. Il entraîne le club du en 2011 et 2015-2016,.